# Багдадский зоопарк
Багдадский зоопарк — зоопарк, открытый в Багдаде в 1971 году.

## История
Багдадский зоопарк был открыт под руководством тогдашнего президента Ирака Ахмед Хасан аль-Бакра в 1971 году.
В период Войны в Персидском заливе сильно пострадал, однако не был закрыт и продолжил свою работу до 2002 года, когда Саддам Хусейн закрыл его для реконструкции.
Во время вторжения коалиционных сил в 2003 году Багдадский зоопарк потерпел сильные разрушения. Так в целях собственной безопасности сотрудники зоопарка покинули его, оставив животных. В итоге во время битвы за Багдад из обитавших в то время в зоопарке около 700 животных выжило только 35.
К тому же зоопарк во время отсутствия сотрудников пострадал от мародёров.
После восстановления зоопарка при поддержке инженеров армии США он был открыт 20 июля того же года. Во время открытия в зоопарке было 86 животных, в том числе 19 выживших львов.
К 2008 году в зоопарке насчитывалось около 800 животных, большую часть которых составляли птицы.
4 августа 2008 года зоопарк получил двух тигрят от заказника в Северной Каролине (США).
В 2009 году сообщили, что количество животных в зоопарке достигло 1070.

## Интересные факты
В 2011 году журнал Forbes составил рейтинг самых примечательных зоопарков мира, в который вошел и Багдадский зоопарк.